# 日本国家社会主義学盟
日本国家社会主義学盟（にほんこっかしゃかいしゅぎがくめい）は戦前のファシズムの私的な学術的研究機関。

## 発会
1932年4月5日または18日に発会。「5日」に東京の早稲田において30名で発会とする書 と「18日」に目黒において20名で発会とする書 がある。後者の内務省警保局『社会運動の状況（昭和7年下）』によれば日本社会主義研究所、日本ファシズム連盟、大日本生産党、行地社の幹部20名により発会されている。

## 役員
顧問は下中弥三郎、島中雄三、大川周明、幹事長は林癸未夫、常任幹事は小池四郎、赤松克麿、平野力三、山名義鶴、津久井龍雄、狩野敏、事務局主事は石川準四郎。

## 注
1. ↑  久保田鉄蔵・永松浅造『昭和大暗殺秘史』芳山房、1932年10月。
2. ↑  内務省警保局『社会運動の状況（昭和7年下）』。